# 白馬高地駅

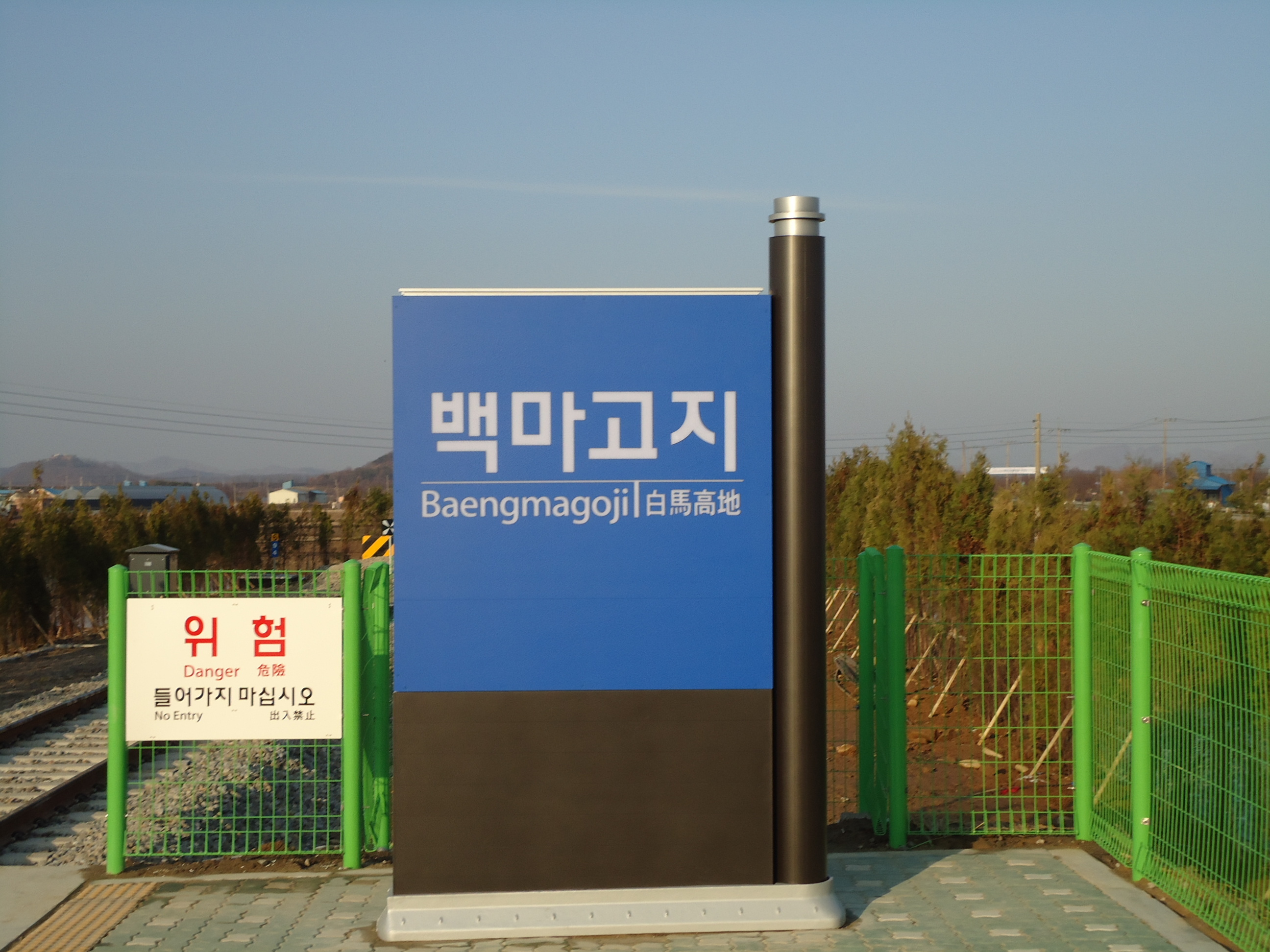
駅看板(2012年撮影)

白馬高地駅（ペンマゴジえき）は、大韓民国江原特別自治道鉄原郡鉄原邑にある、韓国鉄道公社（KORAIL）京元線の駅。
現状では京元線の終着駅となっているが、さらに北側の月井里駅までの延伸も計画されている。
駅名は、朝鮮戦争における「白馬高地の戦い」の戦地が当駅北側にあることに由来する。

## 歴史
本来は鉄原駅まで開業させる予定だったが、旧・鉄原駅が民間人統制線内にあったため、路線をやや西よりに移動した上で当駅を設置し、開業させた。
- 2012年11月20日 - 開業。
- 2019年4月1日 - 京元線東豆川〜漣川の電鉄線化により営業休止。現在は漣川駅より、代行バスが運行されている。[2]

## 駅構造
- 単式ホーム1面1線の地上駅。

### のりば
| 1 | ●京元線 | 東豆川・全谷・新炭里方面 |

## 駅周辺
- 鉄原郡農特産物販売場（駅舎に併設）
- 大馬里マウル会館
- 大馬保健支所
- 畝長小学校
- 白馬高地記念塔
- 鉄原労働党舎
- 安保観光シャトルバス:民間人統制区域内にある、第2南侵トンネルや平和展望台、月井里駅などを見学するバスコース。かつて、新炭里駅より同様のバスがあったが、廃止されていた。このコースは、都羅山駅のDMZツアーと同様、韓国人も自由に参加することができる。

## 隣の駅
韓国鉄道公社
京元線
通勤列車(運行休止中)
新炭里駅 - 白馬高地駅